# Spaniens Grand Prix 2001
Spaniens Grand Prix 2001 var det femte av 17 lopp ingående i formel 1-VM 2001.

## Resultat
1. Michael Schumacher, Ferrari, 10 poäng
2. Juan Pablo Montoya, Williams-BMW, 6
3. Jacques Villeneuve, BAR-Honda, 4
4. Jarno Trulli, Jordan-Honda, 3
5. David Coulthard, McLaren-Mercedes, 2
6. Nick Heidfeld, Sauber-Petronas, 1
7. Olivier Panis, BAR-Honda
8. Kimi Räikkönen, Sauber-Petronas
9. Mika Häkkinen, McLaren-Mercedes (varv 64, koppling)
10. Jean Alesi, Prost-Acer
11. Luciano Burti, Prost-Acer
12. Jos Verstappen, Arrows-Asiatech
13. Fernando Alonso, Minardi-European
14. Giancarlo Fisichella, Benetton-Renault
15. Jenson Button, Benetton-Renault
16. Tarso Marques, Minardi-European

### Förare som bröt loppet
- Rubens Barrichello, Ferrari (varv 49, upphängning)
- Eddie Irvine, Jaguar-Cosworth (48, motor)
- Ralf Schumacher, Williams-BMW (20, bomsar)
- Enrique Bernoldi, Arrows-Asiatech (8, bränsletryck)
- Pedro de la Rosa, Jaguar-Cosworth (5, kollision)
- Heinz-Harald Frentzen, Jordan-Honda (5, kollision)

## VM-ställning
| Förarmästerskapet 1. Michael Schumacher, Ferrari, 36 2. David Coulthard, McLaren-Mercedes, 28 3. Rubens Barrichello, Ferrari, 14 | Konstruktörsmästerskapet 1. Ferrari, 50 2. McLaren-Mercedes, 32 3. Williams-BMW, 18 |